# 블라인드 앨
블라인드 앨(영어: Blind Al)는 마블 코믹스의 등장인물로, 데드풀의 조력자인 장님 할머니이다. 1997년 1월 《데드풀》 1호에 처음 등장했고, 조 켈리와 에드 맥기니스가 공동 창작하였다. 영화 《데드풀》(2016)에서는 레슬리 어검스가 블라인드 앨을 연기했다.

## 담당 배우

### 영화
- 데드풀(2016) - 레슬리 어검스